# Список ссавців Шпіцбергену
Список ссавців Шпіцбергену містить перелік із 20 видів ссавців, зареєстрованих на території архіпелагу згідно з відомостями МСОП і Норвезького полярного інституту. Список налічує 8 видів ряду Хижі (Carnivora), 11 — ряду Cetartiodactyla і 1 введений вид із ряду Гризуни (Rodentia).

## Особливості фауни
Приблизно 60 % суші архіпелагу Шпіцберген вкрито величезною кількістю дрібних і великих льодовиків. Тільки 6–7 % від площі суші вкрито рослинністю. Найродючіші ділянки розташовані у внутрішніх фйордових районах. Місцевими наземними ссавцями є свальбардський північний олень (Rangifer tarandus platyrhynchus), а також песець (Vulpes lagopus). Окрім того, полівка лучна (Microtus levis) знайдена в районі Ісфйорду (Західний Шпіцберген) й швидше за все, завезена випадково разом із сіном для худоби. Кілька видів ссавців, як-от вівцебик і заєць американський були введені на початку XX століття, але вимерли.
Фауна морських ссавців містить більше видів, у тому числі й вельми міграційного білого ведмедя (Ursus maritimus), який є знаковим символом архіпелагу Шпіцберген, однією з визначних туристичних принад. Морж (Odobenus rosmarus), інша характерна тварина високих широт Арктики, майже вимер на архіпелазі у 1950-х роках внаслідок надмірного полювання, але поступово відновлюється. Ціла низка тюленів мешкає у прибережних водах, у першу чергу це лахтак (Erignathus barbatus) і кільчаста нерпа (Pusa hispida).

## Природоохоронні статуси
Серед зазначених у списку видів, за оцінками МСОП 1 вид перебуває під загрозою вимирання, 5 — уразливі, 2 — близькі до загрозливого стану, для 2 — даних недостатньо, 10 — з найменшим ризиком. Згідно з Червоним списком архіпелагу Шпіцберген, 1 вид перебуває на межі зникнення, 2 види є під загрозою вимирання, 4 — уразливі, 10 — з найменшим ризиком, для 1 — даних недостатньо, до 2 видів статус не застосовується.
Для позначення охоронного статусу кожного виду за оцінками МСОП, а також Червоного списку архіпелагу Шпіцберген використано такі скорочення:
| Вид на межі зникнення               | Critically Endangered | Види на межі зникнення              |
| Перебуває під загрозою зникнення    | Endangered            | Види під загрозою вимирання         |
| Уразливий вид                       | Vulnerable            | Уразливі види                       |
| Вид, близький до загрозливого стану | Near Threatened       | Види, близькі до загрозливого стану |
| Вид поза небезпекою                 | Least Concern         | Найменший ризик                     |
| Вид з невизначеним статусом         | Data Deficient        | Даних недостатньо                   |
| NA                                  | Not applicable        | Не застосовується                   |

## Список
| Українська назва               | Латинська назва                              | Особливості поширення | Статус МСОП                         | Зображення |
| Ряд: Carnivora                 |                                              | |                                     |            |
| Родина: Canidae                |                                              | |                                     |            |
| Песець                         | Vulpes lagopus Linnaeus, 1758                | Песці блукають на великих площах, уникаючи ізольованості субпопуляцій. В архіпелазі з'являються на всіх островах і в усіх місцях проживання від дрейфових льодів у морі до гір, хоча впродовж літа полюбляють тундру в безпосередній близькості від поселень птахів. У Червоному списку Свальбарду має статус . | Вид поза небезпекою                 |            |
| Родина: Odobenidae             |                                              | |                                     |            |
| Морж                           | Odobenus rosmarus (Linnaeus, 1758)           | Моржі проживають цілий рік у свальбардських водах. Вони є частиною спільної популяції (генетично не відрізняються) з тваринами Землі Франца-Йосипа. Є цікавий розподіл за статтю: самці мають тенденцію залишатися на Свальбарді, а самиці з дитинчатами надають перевагу Землі Франца-Йосипа. Але в останні роки все більше й більше самиць із потомством спостерігають у Свальбарді. У Червоному списку Свальбарду має статус . | Уразливий вид                       |            |
| Родина: Phocidae               |                                              | |                                     |            |
| Хохлач                         | Cystophora cristata (Erxleben, 1777)         | Хохлач є міграційним видом, ареал якого охоплює великий сектор Північної Атлантики. Його можна побачити навесні, влітку й восени у водах Свальбарду, у фйордах або більш відкритих акваторіях — усюди, де є пакові льоди. У Червоному списку Свальбарду має статус . | Уразливий вид                       |            |
| Лахтак                         | Erignathus barbatus (Erxleben, 1777)         | Лахтак має неоднорідний розподіл у всій приполярній Арктиці. Малолітні тварини кочують досить широко, але дорослі тварини, як правило, займають досить невеликі індивідуальні ділянки у прибережних водах більшу частину року. Лахтак виявлений при низькій щільності в усіх фйордах Свальбарду цілорічно і в прибережних районах, де є пливні льоди. У Червоному списку Свальбарду має статус . | Вид поза небезпекою                 |            |
| Лисун ґренландський            | Pagophilus groenlandicus (Erxleben, 1777)    | Міграційний вид. У Свальдбарді, найчастіше трапляється впродовж літа на північному й східному узбережжі Шпіцбергену, але іноді й у фйордах Свальбарду навесні й восени. У Червоному списку Свальбарду має статус . | Вид поза небезпекою                 |            |
| Тюлень звичайний               | Phoca vitulina Linnaeus, 1758                | Вид має один з найширших ареалів серед ластоногих, що простягається від Південної Каліфорнії до арктичних вод Північної Атлантики й північної частини Тихого океану. Свальбард є найпівнічнішою межею ареалу. Тут більшість тюленів трапляється на острові Принца Карла, де їх можна побачити цілий рік. Це їхнє єдине відоме місце розмноження в архіпелазі. Проте, впродовж літніх місяців вони можуть запливати до фйордів уздовж усього західного узбережжя Шпіцбергену й останнім часом помічені вздовж північного узбережжя Шпіцбергену, також у літній період. У Червоному списку Свальбарду має статус .                                                                                      | Вид поза небезпекою                 |            |
| Нерпа кільчаста                | Pusa hispida (Schreber, 1775)                | Нерпи трапляються у водах Свальбарду впродовж усього року, але в основному неподалік від краю льоду на північ від архіпелагу. Тварини проводять усе життя або поблизу крижин, що дрейфують, або на фйордовому льоді. У Червоному списку Свальбарду має статус . | Вид поза небезпекою                 |            |
| Родина: Ursidae                |                                              | |                                     |            |
| Ведмідь білий                  | Ursus maritimus Phipps, 1774                 | Полярні ведмеді можуть з'явитися в будь-якому місці й у будь-який час на архіпелазі за межами населених пунктів. Імовірність зустрічі з ведмедем збільшується в напрямку на північ і схід. Але білі ведмеді навіть були помічені у межах поселень, особливо в темний час доби. Найважливіші райони розміщення барлогів білих ведмедів на Свальбарді розташовані на островах Конгсея, Свенскея, Едж, Північно-Східна Земля й Надії. У Червоному списку Свальбарду має статус . | Уразливий вид                       |            |
| Ряд: Cetartiodactyla           |                                              | |                                     |            |
| Родина: Balaenidae             |                                              | |                                     |            |
| Кит ґренландський              | Balaena mysticetus Linnaeus, 1758            | Цей високоарктичний вид залишається поблизу льоду, що дрейфує. Кит був надзвичайно численним у XVII столітті, але став близьким до вимирання через китобоїв упродовж наступних десятиліть. В останні роки, поодиноких китів знову бачили у водах архіпелагу. У Червоному списку Свальбарду має статус . | Вид поза небезпекою                 |            |
| Родина: Balaenopteridae        |                                              | |                                     |            |
| Смугач малий                   | Balaenoptera acutorostrata Lacépède, 1804    | Тварини не надто поширені в архіпелазі, але з'являються регулярно у фйордах, прибережних і морських водах, та поблизу краю льоду. У зимовий період, вони відпливають до широт десь між Португалією та Карибами. У Свальбарді, їх спостерігають упродовж весни й літа, в основному біля західного й північного узбережжя Шпіцбергену. У Червоному списку Свальбарду має статус . | Вид поза небезпекою                 |            |
| Фінвал                         | Balaenoptera physalus Linnaeus, 1758         | Це міграційний вид, який проводить зимові місяці у водах помірних широт. Улітку фінвала можна побачити на Шпіцбергені, особливо біля західного узбережжя в районі, де континентальний шельф опускається до глибокого морського басейну, але рідше можна побачити в будь-якому місці, в тому числі у прибережних водах і фйордах. У Червоному списку Свальбарду має статус . | Перебуває під загрозою зникнення    |            |
| Горбатий кит                   | Megaptera novaeangliae Borowski, 1781        | Це вельми кочівний вид, що трапляється у всіх океанах. Проводить зимові місяці в тропічних водах, а весну, літо й осінь — у середніх або високих широтах. Поблизу Свальбарду пролягає північна межа міграцій горбатих китів. У Червоному списку Свальбарду має статус . | Вид поза небезпекою                 |            |
| Родина: Cervidae               |                                              | |                                     |            |
| Свальбардський північний олень | Rangifer tarandus platyrhynchus Vrolik, 1829 | Цей підвид північного оленя є ендеміком архіпелагу. Був близький до зникнення на початку XX століття через надмірне полювання, але його популяція стабілізувалася і тепер його можна знайти в більшості частин архіпелагу, хоч і людина допомогла в деяких випадках шляхом переміщення невеликих груп у відповідні райони. Найвища щільність населення в районах з багатою тундровою рослинністю на островах Північно-Східна Земля, Едж, Острів Баренца, але не трапляється на найвіддаленіших островах Стороя, Квітоя, острові Надії й Ведмежому. Наприкінці весни 2011 року близько 1000 оленів були підраховані в Адвентдалені (долина на Шпіцбергені). У Червоному списку Свальбарду має статус . | Уразливий вид                       |            |
| Родина: Delphinidae            |                                              | |                                     |            |
| Біломордий дельфін             | Lagenorhynchus albirostris Gray, 1846        | У Свальбарді найчастіше можна спостерігати від острова Ведмежого до Сйоркапа (найпівденніший мис Шпіцбергену), але цей вид можна побачити в будь-якому місці вздовж берегів Шпіцбергену впродовж літніх місяців, але зазвичай не запливає до фйордів. У Червоному списку Свальбарду має статус . | Вид поза небезпекою                 |            |
| Косатка                        | Orcinus orca Linnaeus, 1758                  | Косатки трапляються в усіх океанах від екваторіальних вод аж до південних країв льоду. Вони найбільш поширені у високопродуктивних районах, особливо вздовж берегових ліній. У водах Свальбарду косаток не часто спостерігали в прибережних районах, і вони також були зареєстровані у фйордах як на західному, так і на східному узбережжі Шпіцбергену та вздовж південної периферії північного льоду. У Червоному списку Свальбарду має статус . | Вид з невизначеним статусом         |            |
| Родина: Monodontidae           |                                              | |                                     |            |
| Білуха                         | Delphinapterus leucas Pallas, 1776           | Білух можна знайти в прибережних водах будь-де на архіпелазі, часто у фйордах поблизу льодовикових фронтів. У Червоному списку Свальбарду має статус . | Вид, близький до загрозливого стану |            |
| Нарвал                         | Monodon monoceros Linnaeus, 1758             | Ареал виду в основному обмежений регіоном Північної Атлантики. Нарвалів спостерігають в північній частині Свальбарду — фйорди Північно-Східної Землі й протока Гінлопена в північно-східній частині архіпелагу. Але спостереження окремих тварин також мали місце останнім часом на західному узбережжі Шпіцбергену. У Червоному списку Свальбарду має статус . | Вид, близький до загрозливого стану |            |
| Родина: Physeteridae           |                                              | |                                     |            |
| Кашалот                        | Physeter macrocephalus Linnaeus, 1758        | Кашалоти трапляються в усіх океанах світу, але вони зосереджені у високопродуктивних районах і глибоких водах. Самиці, як правило, залишаються нижче 40 ° широти, в той час як великі самці можуть запливати аж до південних кордонів льоду в Північній Атлантиці. Тільки самці трапляються поблизу Свальбарду. У Червоному списку Свальбарду має статус NA. | Уразливий вид                       |            |
| Родина: Ziphiidae              |                                              | |                                     |            |
| Пляшконіс високочолий          | Hyperoodon ampullatus Forster, 1770          | Цей вид є глибоководним, і, як правило, залишається за межами континентального шельфу, тому його не часто спостерігають у прибережних водах. У районі Свальбарду тварини були помічені у відкритому морі на західній стороні архіпелагу впродовж літніх місяців. Іноді їх викидає на острови чи фйорди вздовж західного узбережжя. Лише зрілі самці подорожують у високих широтах Арктики, самиці й молодь перебувають набагато далі на південь. Таким чином, усі пляшконоси у водах Свальбарду — самці. У Червоному списку Свальбарду має статус . | Вид з невизначеним статусом         |            |
| Ряд: Rodentia                  |                                              | |                                     |            |
| Родина: Creicetidae            |                                              | |                                     |            |
| Полівка лучна                  | Microtus levis Miller, 1908                  | Вид трапляється на луках і в сільськогосподарських районах континентальної Євразії. Північною межею на континенті є Центральна Фінляндія. Вид на архіпелазі походить, імовірно, з околиць Санкт-Петербурга, й був, швидше за все, введений із постачанням сіна для худоби на суднах для колишнього поселення Грумант між 1920 і 1960 роками. Тварини поширилися на сусідню продуктивну трав'янисту рослинність, пов'язану з колоніями морських птахів. Поширення на Шпіцбергені обмежене вузькою прибережною зоною, яка охоплює відстань близько 20 км в районі Груманта в Ісфйорду (Західний Шпіцберген). У Червоному списку Свальбарду має статус NA.                                               | Вид поза небезпекою                 |            |

Виноски
1 У межах списку для позначення архіпелагу Шпіцберген вжито «Свальбард», для позначення острова Західний Шпіцберген вжито «Шпіцберген».